# Riutujärvi
Riutujärvi är en sjö i Finland, på gränsen till Ryssland. Den ligger i kommunen Enare i landskapet Lappland, i den norra delen av landet, 1 000 km norr om huvudstaden Helsingfors. Riutujärvi ligger 208,2 meter över havet. Arean är 13,4 hektar och strandlinjen är 2,39 kilometer lång. Sjön  ingår i Pasvik älvs huvudavrinningsområde.   Riutujärvi ligger delvis i Tsarmitunturi vildmark om än i gränsskyddszonen.